# Ioan Sigismund Zápolya
Ioan Sigismund Zápolya, cunoscut ca Ioan Sigismund (în maghiară János Zsigmond Zápolya; n. 7 iulie 1540, Buda, Regatul Ungariei – d. 14 martie 1571, Alba Iulia, Principatul Transilvaniei) a fost rege al Ungariei sub numele Ioan al II-lea și principe al Transilvaniei din 1570 sub numele de Ioan Sigismund. El a purtat prima dată titlul de Principe al Transilvaniei (de drept), acest titlu fiind stabilit abia în 1576. 

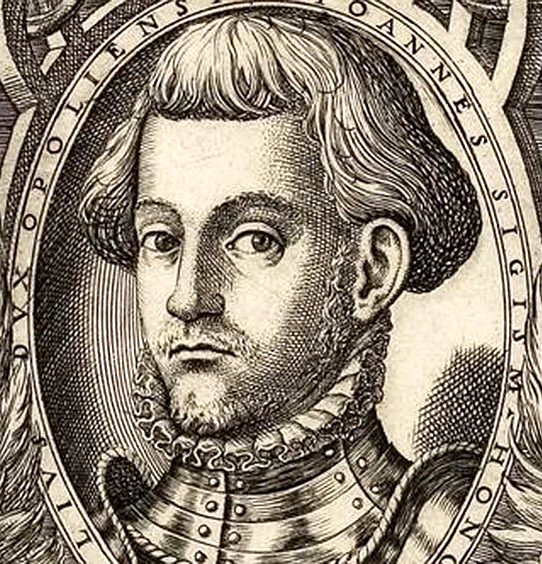
Ioan Sigismund Zápolya
(1540-1571)

## Familia
Ioan Sigismund a fost fiul lui Ioan Zapolya și al soției sale, Isabella, regina Ungariei și fiica regelui Sigismund I al Poloniei. 
Bunica sa maternă, Bona Sforza, era descendentă a regelui Petru I al Portugaliei, a cărui ascendență poate fi urmărită până la Rurik, întemeietorul Rusiei Kievene. Astfel, Ioan Sigismund era o rudă îndepărtată a contemporanului său, Ivan cel Groaznic.
În 1540 el a fost proclamat rege al Ungariei, intrând în conflict direct cu suveranii habsburgi, iscând astfel, din cauza tatălui lui, complicate negocieri, dar și conflicte, în care au fost angrenați și otomanii. Pentru și în numele minorului Ioan, a domnit regentul episcop Gheorghe Martinuzzi. Până în anul 1570 Ioan Sigismund a domnit ca „rege ales” al Ungariei, sprijinit de Dieta Ungariei.

## Politica religioasă
Influențat de medicul său personal, Giorgio Biandrata, a adoptat confesiunea unitariană.
Dieta Transilvaniei întrunită la Turda în 1568 sub conducerea lui Ioan Sigismund Zápolya a proclamat prin Edictul de la Turda toleranța religioasă în Transilvania, fără a ține seama de românii ortodocși, care formau majoritatea populației. Trei ani mai târziu au fost stabilite patru confesiuni oficiale: catolicismul, calvinismul, lutheranismul și unitarianismul. Românii ortodocși au fost puși sub jurisdicția unui superintendent calvin. Succesorul lui Ioan Sigismund, Ștefan Báthory, în calitate de principe al Transilvaniei, a acceptat hirotonirea unui episcop ortodox român în persoana lui Eftimie (episcop ortodox al Transilvaniei)⁠(en)[traduceți].
Încercarea lui Ioan Sigismund de a impune protestantismul în Scaunul Ciuc a eșuat, secuii catolici marcând de atunci păstrarea credinței prin Pelerinajul de la Șumuleu.

## Acordul cu împăratul Maximilian al II-lea
Prin Tratatul de la Speyer, încheiat la 16 august 1570, Ioan Sigismund a renunțat la pretenția asupra coroanei Ungariei și l-a recunoscut pe împăratul romano-german Maximilian al II-lea ca rege al Ungariei, iar acesta l-a recunoscut drept Principe al Transilvaniei și al Partium-ului.
A fost înmormântat în Catedrala Sfântul Mihail din Alba Iulia, care la acea vreme era lăcaș protestant.